# All England/Herreneinzel
Als All England werden die Internationalen Meisterschaften von England im Badminton bezeichnet. Sie sind das älteste internationale Badmintonturnier und galten bis zur Einführung der Badminton-Weltmeisterschaft im Jahr 1977 als inoffizielle Einzel-WM. Folgend die Gewinner und Finalisten im Herreneinzel.

## Die Sieger und Finalisten im Herreneinzel
| Jahr        | Sieger                 | Finalist                    | Ergebnis            |
| ----------- | ---------------------- | --------------------------- | ------------------- |
| 1900        | Sydney Howard Smith    | D. Oakes                    | 15-12, 11-15, 15-10 |
| 1901        | H. W. Davies           | Ralph Watling               | 15-9, 15-4          |
| 1902        | Ralph Watling          | E. Young                    | 15-5, 15-7          |
| 1903        | Ralph Watling          | Henry Norman Marrett        | 1-15, 18-17, 15-8   |
| 1904        | Henry Norman Marrett   | George Alan Thomas          | 15-8, 15-10         |
| 1905        | Henry Norman Marrett   | Ralph Watling               | 15-6, 15-2          |
| 1906        | Norman Wood            | Frank Chesterton            | 15-8, 18-13         |
| 1907        | Norman Wood            | Frank Chesterton            | 15-8, 18-13         |
| 1908        | Henry Norman Marrett   | Arthur Cave                 | 2-15, 18-14, 15-9   |
| 1909        | Frank Chesterton       | Henry Norman Marrett        | 15-8, 8-15, 15-10   |
| 1910        | Frank Chesterton       | Henry Norman Marrett        | 15-4, 15-10         |
| 1911        | Guy Sautter            | J. H. Colin Prior           | 15-6, 15-11         |
| 1912        | Frank Chesterton       | Guy Sautter                 | 15-10, 15-13        |
| 1913        | Guy Sautter            | Frank Chesterton            | 15-7, 15-8          |
| 1914        | Guy Sautter            | Frank Chesterton            | 15-4, 15-10         |
| 1915 – 1919 | nicht ausgetragen      | nicht ausgetragen           | nicht ausgetragen   |
| 1920        | George Alan Thomas     | William Mather Swinden      | 15-9, 14-17, 15-5   |
| 1921        | George Alan Thomas     | Frank Hodge                 | 15-7, 8-15, 15-3    |
| 1922        | George Alan Thomas     | Frank Hodge                 | 15-14, 15-5         |
| 1923        | George Alan Thomas     | Herbert Uber                | 15-10, 15-10        |
| 1924        | Gordon „Curly“ Mack    | George Alan Thomas          | 17-15, 9-15, 15-6   |
| 1925        | Frank Devlin           | Frank Hodge                 | 11-15, 15-7, 18-15  |
| 1926        | Frank Devlin           | Albert Harbot               | 7-15, 15-5, 15-6    |
| 1927        | Frank Devlin           | Albert Harbot               | 15-3, 15-7          |
| 1928        | Frank Devlin           | Albert Harbot               | 15-10, 15-6         |
| 1929        | Frank Devlin           | Albert Harbot               | 15-4, 15-1          |
| 1930        | Donald C. Hume         | Alan Titherley              | 15-12, 15-12        |
| 1931        | Frank Devlin           | T. P. Dick                  | 3-15, 15-10, 15-3   |
| 1932        | Ralph Nichols          | Raymond M. White            | 5-15, 15-11, 18-16  |
| 1933        | Raymond M. White       | Donald C. Hume              | 15-10, 15-5         |
| 1934        | Ralph Nichols          | T. P. Dick                  | 15-11, 15-8         |
| 1935        | Raymond M. White       | Ralph Nichols               | 15-10, 15-7         |
| 1936        | Ralph Nichols          | Raymond M. White            | 18-16, 17-18, 15-10 |
| 1937        | Ralph Nichols          | T. P. Dick                  | 15-8, 15-7          |
| 1938        | Ralph Nichols          | Jesper Bie                  | 15-4, 15-5          |
| 1939        | Tage Madsen            | Ralph Nichols               | 10-15, 18-13, 15-7  |
| 1940 – 1946 | nicht ausgetragen      | nicht ausgetragen           | nicht ausgetragen   |
| 1947        | Conny Jepsen           | Prakash Nath                | 15-7, 15-11         |
| 1948        | Jørn Skaarup           | Poul Holm                   | 15-3, 15-13         |
| 1949        | David G. Freeman       | Ooi Teik Hock               | 15-1, 15-6          |
| 1950        | Wong Peng Soon         | Poul Holm                   | 15-7, 15-10         |
| 1951        | Wong Peng Soon         | Ong Poh Lim                 | 15-18, 18-14, 15-7  |
| 1952        | Wong Peng Soon         | Eddy Choong                 | 15-11, 18-13        |
| 1953        | Eddy B. Choong         | Johnny Heah                 | 15-4, 15-4          |
| 1954        | Eddy B. Choong         | Donald Smythe               | 15-5, 15-6          |
| 1955        | Wong Peng Soon         | Eddy Choong                 | 15-7, 14-17, 15-10  |
| 1956        | Eddy Choong            | Finn Kobberø                | 11-15, 15-3, 15-11  |
| 1957        | Eddy Choong            | Erland Kops                 | 15-9, 15-3          |
| 1958        | Erland Kops            | Finn Kobberø                | 15-10, 8-15, 15-8   |
| 1959        | Tan Joe Hok            | Ferry Sonneville            | 15-8, 10-15, 15-3   |
| 1960        | Erland Kops            | Charoen Wattanasin          | 15-11, 11-15, 15-6  |
| 1961        | Erland Kops            | Finn Kobberø                | 15-10, 15-6         |
| 1962        | Erland Kops            | Charoen Wattanasin          | 15-10, 15-5         |
| 1963        | Erland Kops            | Channarong Ratanaseangsuang | 15-7, 15-7          |
| 1964        | Knud Aage Nielsen      | Henning Borch               | 8-15, 17-14, 15-4   |
| 1965        | Erland Kops            | Tan Aik Huang               | 15-13, 15-12        |
| 1966        | Tan Aik Huang          | Masao Akiyama               | 15-7, 15-4          |
| 1967        | Erland Kops            | Tan Aik Huang               | 15-12, 15-10        |
| 1968        | Rudy Hartono           | Tan Aik Huang               | 15-12, 15-9         |
| 1969        | Rudy Hartono           | Darmadi                     | 15-1, 15-3          |
| 1970        | Rudy Hartono           | Svend Pri                   | 15-7, 15-1          |
| 1971        | Rudy Hartono           | Muljadi                     | 15-1, 15-5          |
| 1972        | Rudy Hartono           | Svend Pri                   | 15-9, 15-4          |
| 1973        | Rudy Hartono           | Christian Hadinata          | 15-4, 15-2          |
| 1974        | Rudy Hartono           | Punch Gunalan               | 8-15, 15-9, 15-10   |
| 1975        | Svend Pri              | Rudy Hartono                | 15-11, 17-14        |
| 1976        | Rudy Hartono           | Liem Swie King              | 15-7, 15-7          |
| 1977        | Flemming Delfs         | Liem Swie King              | 15-17, 15-11, 15-8  |
| 1978        | Liem Swie King         | Rudy Hartono                | 15-10, 15-3         |
| 1979        | Liem Swie King         | Flemming Delfs              | 15-7, 15-8          |
| 1980        | Prakash Padukone       | Liem Swie King              | 15-3, 15-10         |
| 1981        | Liem Swie King         | Prakash Padukone            | 11-15, 15-4, 15-6   |
| 1982        | Morten Frost           | Luan Jin                    | 11-15, 15-2, 15-7   |
| 1983        | Luan Jin               | Morten Frost                | 15-2, 12-15, 15-4   |
| 1984        | Morten Frost           | Liem Swie King              | 9-15, 15-10, 15-10  |
| 1985        | Zhao Jianhua           | Morten Frost                | 6-15, 15-10, 18-15  |
| 1986        | Morten Frost           | Misbun Sidek                | 15-2, 15-8          |
| 1987        | Morten Frost           | Icuk Sugiarto               | 15-10, 15-0         |
| 1988        | Ib Frederiksen         | Morten Frost                | 8-15, 15-7, 15-10   |
| 1989        | Yang Yang              | Morten Frost                | 15-6, 15-7          |
| 1990        | Zhao Jianhua           | Joko Suprianto              | 15-4, 15-1          |
| 1991        | Ardy Wiranata          | Foo Kok Keong               | 15-12, 15-10        |
| 1992        | Liu Jun                | Zhao Jianhua                | 15-13, 15-13        |
| 1993        | Heryanto Arbi          | Joko Suprianto              | 15-7, 4-15, 15-11   |
| 1994        | Heryanto Arbi          | Ardy Wiranata               | 15-12, 17-14        |
| 1995        | Poul-Erik Høyer Larsen | Heryanto Arbi               | 17-16, 15-6         |
| 1996        | Poul-Erik Høyer Larsen | Rashid Sidek                | 15-7, 15-6          |
| 1997        | Dong Jiong             | Sun Jun                     | 15-9, 15-5          |
| 1998        | Sun Jun                | Ong Ewe Hock                | 15-1, 15-7          |
| 1999        | Peter Gade             | Taufik Hidayat              | 15-11, 7-15, 15-10  |
| 2000        | Xia Xuanze             | Taufik Hidayat              | 15-6, 15-13         |
| 2001        | Pullela Gopichand      | Chen Hong                   | 15-12, 15-6         |
| 2002        | Chen Hong              | Budi Santoso                | 7-4, 7-5, 7-1       |
| 2003        | Muhammad Hafiz Hashim  | Chen Hong                   | 17-14, 15-10        |
| 2004        | Lin Dan                | Peter Gade                  | 9-15, 15-5, 15-8    |
| 2005        | Chen Hong              | Lin Dan                     | 8-15, 15-5, 15-2    |
| 2006        | Lin Dan                | Lee Hyun-il                 | 15-7, 15-7          |
| 2007        | Lin Dan                | Chen Yu                     | 21-13, 21-12        |
| 2008        | Chen Jin               | Lin Dan                     | 22-20, 25-23        |
| 2009        | Lin Dan                | Lee Chong Wei               | 21-19, 21-12        |
| 2010        | Lee Chong Wei          | Ken’ichi Tago               | 21-19, 21-19        |
| 2011        | Lee Chong Wei          | Lin Dan                     | 21-17, 21-17        |
| 2012        | Lin Dan                | Lee Chong Wei               | 21-19, 6-2 (Aufg.)  |
| 2013        | Chen Long              | Lee Chong Wei               | 21-17, 21-18        |
| 2014        | Lee Chong Wei          | Chen Long                   | 21-13, 21-18        |
| 2015        | Chen Long              | Jan Ø. Jørgensen            | 15-21, 21-17, 21-15 |
| 2016        | Lin Dan                | Tian Houwei                 | 21–9, 21–10         |
| 2017        | Lee Chong Wei          | Shi Yuqi                    | 21-12, 21-10        |
| 2018        | Shi Yuqi               | Lin Dan                     | 21-19, 16-21, 21-9  |
| 2019        | Kento Momota           | Viktor Axelsen              | 21-11, 15-21, 21-15 |
| 2020        | Viktor Axelsen         | Chou Tien-chen              | 21–13, 21–14        |
| 2021        | Lee Zii Jia            | Viktor Axelsen              | 30-29, 20–22, 21–9  |
| 2022        | Viktor Axelsen         | Lakshya Sen                 | 21–10, 21–15        |
| 2023        | Li Shifeng             | Shi Yuqi                    | 26–24, 21–5         |
| 2024        | Jonatan Christie       | Anthony Ginting             | 21–15, 21–14        |

## Statistik

### Mehrfachtitelgewinner
| Platz | Spieler                | Anzahl |
| ----- | ---------------------- | ------ |
| 1     | Rudy Hartono           | 8      |
| 2     | Erland Kops            | 7      |
| 3     | Frank Devlin           | 6      |
| 3     | Lin Dan                | 6      |
| 5     | Ralph Nichols          | 5      |
| 6     | George Alan Thomas     | 4      |
| 6     | Wong Peng Soon         | 4      |
| 6     | Eddy Choong            | 4      |
| 6     | Morten Frost           | 4      |
| 6     | Lee Chong Wei          | 4      |
| 11    | Henry Norman Marrett   | 3      |
| 11    | Frank Chesterton       | 3      |
| 11    | Guy Sautter            | 3      |
| 11    | Liem Swie King         | 3      |
| 15    | Ralph Watling          | 2      |
| 15    | Norman Wood            | 2      |
| 15    | Raymond M. White       | 2      |
| 15    | Zhao Jianhua           | 2      |
| 15    | Heryanto Arbi          | 2      |
| 15    | Poul-Erik Høyer Larsen | 2      |
| 15    | Chen Hong              | 2      |
| 15    | Chen Long              | 2      |
| 15    | Viktor Axelsen         | 2      |

### Sieger nach Land
| Platz | Land                | Anzahl |
| ----- | ------------------- | ------ |
| 1     | England             | 27     |
| 2     | Dänemark            | 22     |
| 3     | Volksrepublik China | 21     |
| 4     | Indonesien          | 16     |
| 5     | Malaysia            | 15     |
| 6     | Irland              | 7      |
| 7     | Indien              | 2      |
| 8     | Schweden            | 1      |
| 8     | Vereinigte Staaten  | 1      |
| 8     | Japan               | 1      |

### Mehrfachfinalisten
| Platz | Land                | Spieler                | Anzahl |
| ----- | ------------------- | ---------------------- | ------ |
| 1     | Indonesien          | Rudy Hartono           | 10     |
| 1     | China Volksrepublik | Lin Dan                | 10     |
| 3     | Danemark            | Erland Kops            | 8      |
| 3     | Danemark            | Morten Frost           | 8      |
| 5     | England             | Henry Norman Marrett   | 7      |
| 5     | England             | Ralph Nichols          | 7      |
| 5     | Indonesien          | Liem Swie King         | 7      |
| 5     | Malaysia            | Lee Chong Wei          | 7      |
| 9     | England             | George Alan Thomas     | 6      |
| 9     | England             | Frank Chesterton       | 6      |
| 9     | Irland              | Frank Devlin           | 6      |
| 9     | Malaysia            | Eddy Choong            | 6      |
| 13    | England             | Ralph Watling          | 4      |
| 13    | England             | Guy Sautter            | 4      |
| 13    | England             | Raymond M. White       | 4      |
| 13    | Malaysia            | Wong Peng Soon         | 4      |
| 13    | Malaysia            | Tan Aik Huang          | 4      |
| 13    | China Volksrepublik | Chen Hong              | 4      |
| 13    | Danemark            | Viktor Axelsen         | 4      |
| 20    | England             | Frank Hodge            | 3      |
| 20    | England             | Albert Edward Harbot   | 3      |
| 20    | England             | Thomas Pattinson Dick  | 3      |
| 20    | England             | Donald C. Hume         | 3      |
| 20    | Danemark            | Finn Kobberø           | 3      |
| 20    | Danemark            | Svend Pri              | 3      |
| 20    | China Volksrepublik | Zhao Jianhua           | 3      |
| 20    | Indonesien          | Heryanto Arbi          | 3      |
| 20    | China Volksrepublik | Chen Long              | 3      |
| 20    | China Volksrepublik | Shi Yuqi               | 3      |
| 30    | England             | Norman Wood            | 2      |
| 30    | Thailand            | Charoen Wattanasin     | 2      |
| 30    | Danemark            | Flemming Delfs         | 2      |
| 30    | Indien              | Prakash Padukone       | 2      |
| 30    | China Volksrepublik | Luan Jin               | 2      |
| 30    | Indonesien          | Joko Suprianto         | 2      |
| 30    | Indonesien          | Ardy Wiranata          | 2      |
| 30    | Danemark            | Poul-Erik Høyer Larsen | 2      |
| 30    | China Volksrepublik | Sun Jun                | 2      |
| 30    | Danemark            | Peter Gade             | 2      |
| 30    | Indonesien          | Taufik Hidayat         | 2      |